# Rhantus grapii
Rhantus grapii är en skalbaggsart som först beskrevs av Leonard Gyllenhaal 1808.  Rhantus grapii ingår i släktet Rhantus och familjen dykare. Arten är reproducerande i Sverige. Inga underarter finns listade i Catalogue of Life.

## Bildgalleri

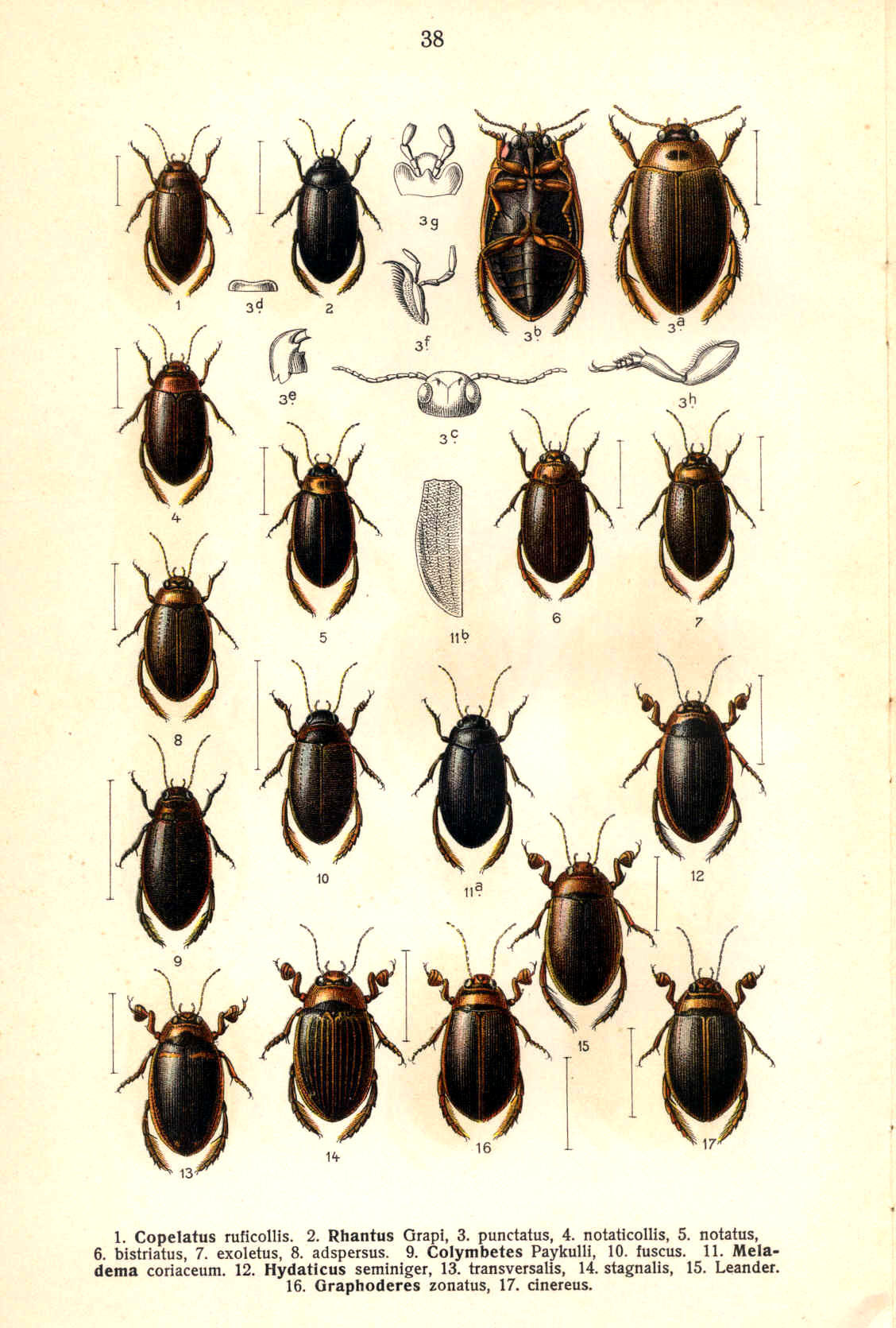
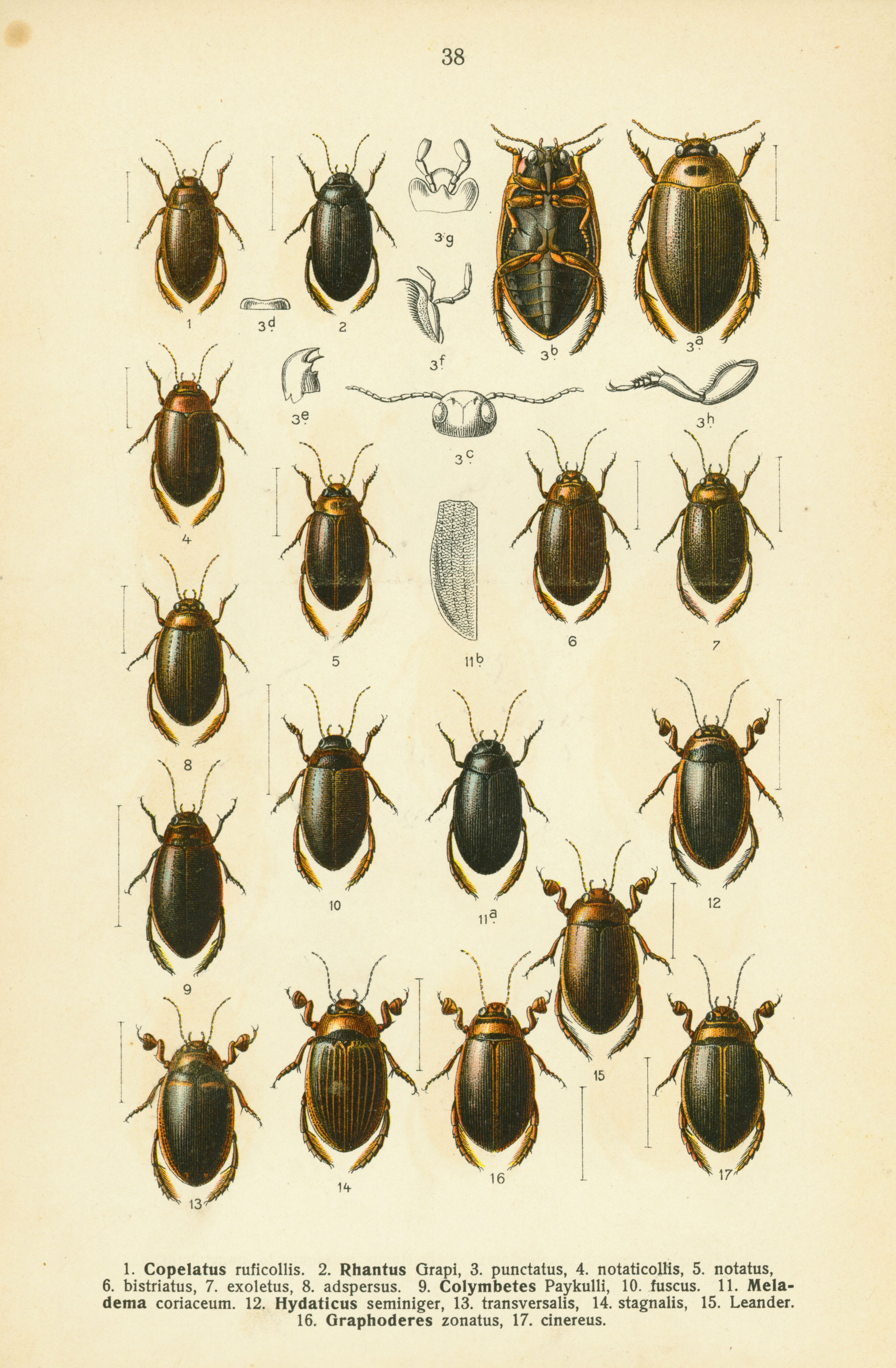
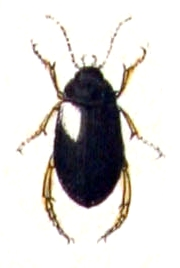